# Héctor David Castro
Héctor David Castro (1894-1973) fue un diplomático salvadoreño. Fue hijo de Teresa Gomar y David Castro.
Murió de un Infarto agudo de miocardio.

## Trayectoria profesional
- De mayo de 1920 a noviembre de 1920 tenía Exequatur como cónsul en Liverpool.
- De 16 de diciembre de 1922 a 15 de abril de 1927 fue Encargado de negocios en Washington D. C.
- De 15 de abril de 1927 a 1928 fue secretario del Ministerio de Relaciones Exteriores de El Salvador.
- Del 01 de marzo de 1931 al 13 de junio de 1931 fue ministro de relaciones Exteriores en el Gobierno de Arturo Araujo.
- De 1933 al 11 de julio de 1934 fue Ministro plenipotenciario en Montevideo.
- Del 11 de julio de 1934 a 09 de mayo de 1961 fue embajador en Washington, D C.
- Pertenecía a los redactores de la Carta de las Naciones Unidas.
- De 1945 a 1951 fue representante permanente del gobierno de El Salvador ante las Naciones Unidas.[3]
- En 1954 fue presidente del: Permanent Council of the Organization of American States.[4]